# Amt Achterwehr
Das Amt Achterwehr ist ein Amt im Kreis Rendsburg-Eckernförde in Schleswig-Holstein mit Verwaltungssitz in der Gemeinde Achterwehr.

## Geografische Lage
Das Amt grenzt im Norden an den Nord-Ostsee-Kanal, im Osten an die Landeshauptstadt Kiel, im Süden an die Ämter Eidertal und Nortorfer Land und im Westen an das Amt Eiderkanal.
Im Amtsbereich befinden sich zwölf Güter, aus denen im Laufe der Geschichte die Ortschaften entstanden sind.
Die Landschaft rund um den Westensee gehört zum östlichen Hügelland. Typisch für diesen Teil Schleswig-Holsteins sind die Hügel und Seen. Neben dem Westensee, der von der Eider durchflossen wird und der drittgrößte See in Schleswig-Holstein ist, gibt es mit dem Ahrensee, dem Flemhuder See, dem Poolsee, dem Bossee und dem Felder See noch fünf weitere Seen.
Die höchste Erhebung ist der 88 m hohe Tüteberg in der Gemeinde Westensee. Von seiner Kuppe blickt man auf die typisch schleswig-holsteinische Knicklandschaft.
Im westlichen Teil der Gemeinde Bredenbek beginnt das Landschaftsschutzgebiet der Hügelgräber. Mit vielen gut erhaltenen Grabhügeln reicht es hinüber in die Gemeinde Haßmoor.
In der Gemeinde Quarnbek besteht bei Landwehr die Möglichkeit, mit einer Autofähre den Nord-Ostsee-Kanal kostenlos zu überqueren.

## Amtsangehörige Gemeinden
1. Achterwehr
2. Bredenbek
3. Felde
4. Krummwisch
5. Melsdorf
6. Ottendorf
7. Quarnbek
8. Westensee

## Geschichte
Nach Bildung des Landes Schleswig-Holstein wurden die bisherigen Amtsbezirke 1947 aufgelöst. Der Kreistag des Kreises Rendsburg beschloss am 26. Januar 1948 die Gründung des Amtes Achterwehr zum 1. August 1948, zunächst mit den Gemeinden Achterwehr, Felde, Melsdorf, Ottendorf und Quarnbek. 1963 wurde der Melsdorfer Ortsteil Mettenhof als Ortsteil nach Kiel umgemeindet.
In seiner heutigen Form ist das Amt Achterwehr im Jahre 1970 aus dem alten Amt Achterwehr, dem alten Amt Westensee (mit der Gemeinde Westensee) und dem alten Amt Bovenau (mit den Gemeinden Bredenbek und Krummwisch) entstanden. Im Jahre 1976 wurde der nördliche Bereich der Gemeinde Deutsch Nienhof in die Gemeinde Westensee eingegliedert und somit auch dem Amt Achterwehr zugeordnet.
Seit dem 1. Juli 2008 wird das Amt Achterwehr hauptamtlich verwaltet. Mit der Leitung der Verwaltung ist seit dem 1. Juli 2016 Amtsdirektor Joachim Brand (parteilos) betraut, der vom Amtsausschuss mit Wirkung vom 1. Juli 2022 für weitere sechs Jahre wiedergewählt wurde. Amtsvorsteher des Amtes ist Thorsten Schwanebeck (WG).

## Wappen
Blasonierung: „In Silber ein gesenkter, schräglinker blauer Wellenbalken; oben ein roter Eichenzweig mit drei Blättern in seiner oberen und zwei abgebrochenen Blattstielen in seiner unteren Hälfte.“

## Schulen und Kindertagesstätten
In den Gemeinden Bredenbek, Felde, Melsdorf, Quarnbek und Westensee sind Grundschulen vorhanden. Weiterführende Schulen befinden sich in Kiel, Kronshagen, Schacht-Audorf, Rendsburg und Nortorf.
Kindertagesstätten mit unterschiedlicher Trägerschaft gibt es in den Gemeinden Achterwehr, Bredenbek, Felde, Melsdorf, Quarnbek und Westensee.

## Sehenswürdigkeiten
Sehenswert ist die mehr als 200 Jahre alte und vollständig restaurierte Eiderkanalschleuse in der Gemeinde Krummwisch. Der Vorgänger des heutigen Nord-Ostsee-Kanals, der alte Eiderkanal, ist fast überall in seiner ursprünglichen Form erhalten.

## Entwicklung und Erschließung
Im Jahre 1989 wurde nach langer Planung die Bundesautobahn 210 fertiggestellt. Diese durchzieht mit den Anschlussstellen Melsdorf, Achterwehr und Bredenbek das Amtsgebiet von Ost nach West. Hierdurch wurden die bis dahin stark frequentierten Ortsdurchfahrten in Achterwehr und Bredenbek vom Fernverkehr entlastet.
In allen Gemeinden des Amtes sind Flächennutzungspläne aufgestellt bzw. werden gerade erstellt oder schon wieder überarbeitet. Während vor dem Bau der Autobahn die Bauaktivitäten in den Stadtrandgemeinden Melsdorf, Ottendorf und Quarnbek stärker ausgeprägt waren, zieht sich heute der Wunsch nach neuem Bauland durch fast alle Gemeinden des Amtsgebietes. Gemäß den Vorgaben der Landesplanung können und wollen sich einige Gemeinden stärker entwickeln als andere Gemeinden im Amtsgebiet. Eine besondere Bedeutung haben hierbei der ländliche Zentralort Felde und die Gemeinde Bredenbek mit der vorhandenen Infrastruktur. Andere Gemeinden, wie die Gemeinde Krummwisch, wollen mit der Aufstellung eines Flächennutzungsplanes den dörflichen Charakter ihrer Gemeinde festschreiben.
Neben der Ausweisung von neuen Wohnbauflächen wird ebenfalls an die Ausweisung von Eignungsflächen für Gewerbeansiedlung gedacht bzw. ist dies zum Teil schon umgesetzt.
Aus dem Wasserwerk des Amtes in der Gemeinde Felde wird die Trinkwasserversorgung für die Gemeinden Felde, Achterwehr, den Ortsteil Flemhude der Gemeinde Quarnbek und die Ortsteile Groß-Nordsee, Jägerslust und Frauendamm der Gemeinde Krummwisch sichergestellt. Die Gemeinden Melsdorf und Ottendorf beziehen ihr Trinkwasser von den Stadtwerken Kiel AG. In der Gemeinde Bredenbek besteht eine eigene zentrale kommunale Trinkwasserversorgung. Außenbereiche der Gemeinden sowie einzelne Ortsteile werden durch Einzelbrunnen und Wassergemeinschaften/Wassergenossenschaften versorgt.
Durch das Amt verläuft die Bahnstrecke Kiel-Hassee–Osterrönfeld. Anfang 2015 wurden neue Haltepunkte in Melsdorf, Achterwehr und Bredenbeck eröffnet sowie der bestehende Bahnhof Felde ausgebaut.

## Entsorgung
Das Amt Achterwehr hat zusammen mit der Schleswag Entsorgung eine GmbH gegründet, in der das Amt mit 51 % und die Schleswag mit 49 % beteiligt ist.
Für den größten Teil des Amtes Achterwehr ist in der Gemeinde Quarnbek auf der Holzkoppel ein zentrales Klärwerk errichtet worden. Nur die Gemeinden Ottendorf und Melsdorf entsorgen in das Klärwerk der Stadt Kiel.
Die zentrale Schmutzwasserentsorgung ist in fast allen Gemeinden fertiggestellt. In einigen Gemeinden fehlt noch die Nachrüstung für den sog. Außenbereich, dies sind allein stehende Häuser oder Höfe, die aufgrund der großen Entfernung nicht an die zentrale Schmutzwasserentsorgung angeschlossen werden können.

## Dienstleistungsgemeinschaft im Amt Achterwehr
Seit dem Neubau des Amtsgebäudes in Achterwehr im Jahre 1970 musste es, sowohl durch den ständigen Anstieg der Einwohnerzahlen im Amtsgebiet als auch durch Übertragung von immer weiteren Aufgaben auf die Amtsverwaltung, bereits mehrfach erweitert und umgebaut werden.
Im Jahr 2000 wurde die damalige Planung für eine neuerliche Erweiterung zusammen mit der Polizei durchgeführt, so dass seit Anfang 2002 die Polizeistation Achterwehr ebenfalls ihren Sitz im Amtsgebäude hat und eine Dienstleistungsgemeinschaft gemeinsam mit der Polizei realisiert werden konnte.